# 亚历山大·尤里耶维奇·普罗科皮耶夫
亚历山大·尤里耶维奇·普罗科皮耶夫（羅馬化：Aleksandr Yur'yevich Prokop'yev；1971年6月10日—）是俄罗斯前冰球运动员，后转为教练。
他曾于2002年代表俄罗斯男子国家冰球队在2002年男子世界冰球锦标赛中获得第二名。
自2019年5月6日起，他担任俄罗斯超级冰球联赛俱乐部“坦波夫”的教练。